# 四川马先蒿
四川马先蒿（学名：Pedicularis szetschuanica）是列当科马先蒿属的植物，是中国的特有植物。分布在中国大陆的甘肃、青海、四川等地，生长于海拔3,380米至4,450米的地区，一般生于云杉林、水流旁、高山草地和溪流岩石上，目前尚未由人工引种栽培。

## 异名
- Pedicularis szetschuanica Maxim. ssp. anastomosans Tsoong
- Pedicularis szetschuanica Maxim. ssp. latifolia Tsoong